# Río Tembey
￼Es un curso hídrico del sureste del Paraguay que se encuentra íntegramente en el departamento de Itapúa que recorre de noroeste a sudeste hasta desembocar en la margen izquierda del Río Paraná atravesando los distritos de Tomás Romero Pereira (Paraguay), Yatytay y San Rafael del Paraná. Todos dentro del departamento de Itapúa.

Es uno de los cursos hídricos más largos dentro del departamento con más de 110 kilómetros de extensión desde su comienzo cercano a la frontera departamental con Caazapá antes de alcanzar su desembocadura se origina de manera natural los saltos del Tembey Archivado el 8 de mayo de 2021 en Wayback Machine. que está a resguardo del parque natural en la ciudad de Yatytay ya aguas abajo el río Tembey desemboca en el río Paraná. 
En este curso de água existen varias especies de animales característicos de la Ecorregión Paranaense aún viviendo en el así como especies en peligro de extinción como el Crenicichla mandelburgeri y varios tipos de Anuros que habitan en la Región oriental cómo el Rhinella arenarum entre otros.

A pesar del gran recorrido que posee es catalogado cómo un curso hídrico menor.(riacho, arroyo.etc.)  En gran parte de su recorrido sirve cómo divisoria de los anterior distritos mencionados que la atraviesan.
Es atravesado por la  Ruta 6 y por varios vías secundarias del departamento que los comunican entre pueblos agrícolas y cooperativas productoras de lácteos.
1. ↑  «Mapa de Arroyo Tembey en Itapúa en Yatytay en Paraguay - imagen de satélite / imagen satelital, coordenadas GPS». mapasamerica.dices.net. Consultado el 5 de abril de 2021.

- Datos: Q35436468